# Nationaal park Mount Frankland
Nationaal park Mount Frankland is een nationaal park in de regio South West in West-Australië. Het ligt 327 kilometer ten zuiden van Perth en 28 kilometer ten noorden van Walpole. Het park maakt deel uit van de Walpole Wilderness Area. Het gebied ligt in de internationale biodiversiteitshotspot Zuidwest-Australië.

## Geschiedenis
De Nyungah Aborigines waren de oorspronkelijke bewoners van de streek.
De berg Mount Frankland werd in 1829 door Thomas Braidwood Wilson vernoemd naar de landmeter-generaal van Tasmanië. De aboriginesnaam voor Mount Frankland is Caldyanup.
Het nationaal park Mount Frankland werd opgericht in 1988.
Het zuidwesten van West-Australië is een biodiversiteitshotspot sinds het verschijnen van Mittermeier et. all.'s Hotspots, Earth's biologically richest and most endangered terrestrial ecoregions in 1999. Norman Myers wordt beschouwd als de grondlegger van de biodiversiteitshotspots na het publiceren van twee papers in 1988 en 1990 in het blad The Environmentalist.
Het nationaal park Mount Frankland maakt deel uit van de in 2004 opgerichte Walpole Wilderness Area.

## Geografie
Vanuit Perth is het nationaal park Mount Frankland te bereiken via de South Western Highway en de onverharde Beardmore Road, vanuit Walpole via de North Walpole Road. Vervolgens neemt men de Mount Frankland Road. Het nationaal park wordt opgedeeld in een noordelijk en zuidelijk deel.
Het park wordt gedomineerd door de granieten top van de Mount Frankland. Vanop de top heb je een panoramisch uitzicht over de Walpole Wilderness. Het park bestaat grotendeels uit karri-, jarrah- en tinglebossen. Er zijn ook enkele draslanden en vlakten met boomloze heide.

## Attracties
De 1.000 kilometer lange Munda Biddi Trail fietsroute loopt door het park.
Er zijn ook enkele bewegwijzerde wandelpaden:
- Mount Frankland Wilderness Lookout (1,6 km), een wandeling naar een platform hoog in de bomen.
- Towerman’s Hut (200 m), naar de hut van de torenman die in het droge seizoen een aantal keer per dag naar de top van Mount Frankland diende te wandelen om zich ervan te vergewissen dat er nergens brand was uitgebroken. Men kan er picknicken en bbq'en.
- The Summit (1,2 km), een wandeling naar de granieten top van Mount Frankland vanwaaruit men een panoramisch uitzicht heeft over de streek.
- Caldyanup Trail (1,6 km), een alternatieve route naar de top door karribos.
- Kamperen is enkel mogelijk nabij Fernhook Falls in het zuidwestelijk deel van het park.